# Wetsingermeedenpolder
De Wetsingermeedenpolder is een voormalig waterschap in de provincie Groningen.
Het waterschap lag ten noorden van Sauwerd en was opgericht om de invloed van het nog open Reitdiep tegen te gaan. In het jaar van oprichting werd het Reitdiep afgesloten en men merkte daarna kennelijk dat er vanwege het achterwege blijven van de getijdebewegingen er geen noodzaak meer was voor het stichten van een molen en het inrichten van van een polder. Drie jaar na oprichting besloten de ingelanden op 5 mei 1879 de polder op te heffen.
Waterstaatkundig gezien ligt het gebied sinds 1995 binnen dat van het waterschap Noorderzijlvest.